# Conus capitaneus
Conus capitaneus é uma espécie de gastrópode do gênero Conus, pertencente a família Conidae.

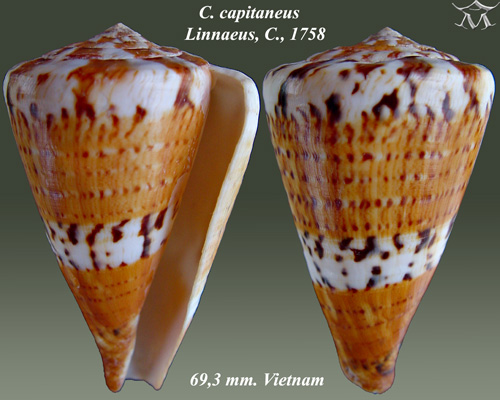
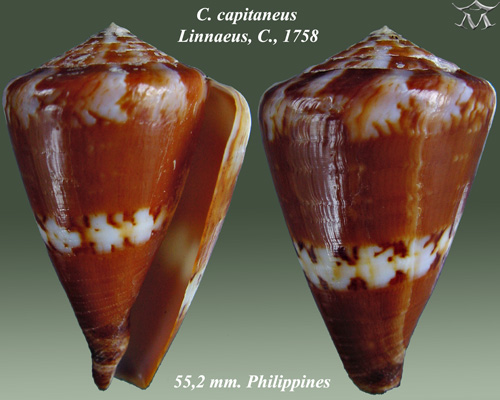
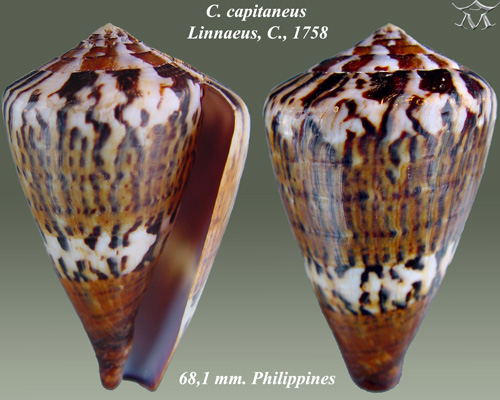
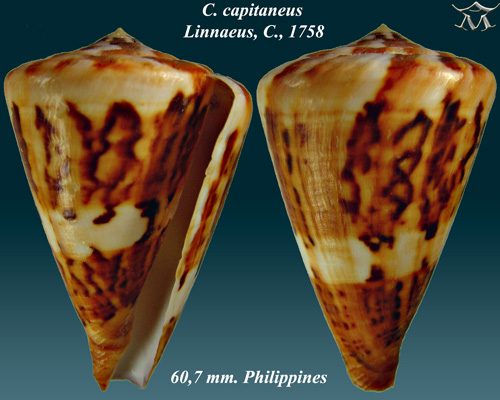